# Nathaniel Nichols
Nathaniel B. Nichols (1914 — 1997) foi um engenheiro de controle estadunidense.
É conhecido por seu livro Theory of Servomechanism, referência básica em engenharia de controle.